# Yves Beneyton
Pour les articles homonymes, voir Beneyton.
Yves Beneyton est un acteur français, né le 2 août 1946 à Baden-Baden (Allemagne).

## Biographie

### Origines
Yves Éric Beneyton naît le 2 août 1946 à Baden-Baden en Allemagne occupée, où son père, Lionel Beneyton, compagnon de la Libération, est l’aide de camp du général Kœnig, gouverneur militaire de la zone d'occupation française en Allemagne.
Il est le petit-fils de l'artiste Cecil Howard et de son épouse, la modèle Céline Coupet.

### Carrière
Élève de Tania Balachova de 1963 à 1966, Yves Beneyton débute au théâtre Récamier en 1965 dans Les Barbares de Maxime Gorki, mis en scène par Jean Tassot.
En 1967, il fait ses débuts au cinéma auprès de Marina Vlady dans Deux ou trois choses que je sais d'elle de Jean-Luc Godard qui l'engage aussi dans Week-end.
En 1968, Yves Beneyton enchaîne plusieurs tournages en Italie et ne rentre à Paris qu'en 1973 après avoir tourné le rôle principal du troisième film de Marco Bellocchio, Au nom du père (Nel nome del padre), avec Lou Castel et Laura Betti. En 1976 La dentellière de Claude Goretta avec Isabelle Huppert lui procure des propositions de tournage en Grande-Bretagne et jusqu'en 1983, c'est entre Londres et Paris qu'il partage ses activités.
Il participe aussi à des séries pour la télévision telles que Au plaisir de Dieu de Robert Mazoyer et L'Île aux trente cercueils de Marcel Cravenne où le rôle de Philippe Maroux, l'ami fidèle et admirateur de l'héroïne Véronique d'Hergemont (Claude Jade), lui a valu une grande popularité.
En 1977, Yves Beneyton revient sur les planches au théâtre de Boulogne-Billancourt et en tournée dans Les Aiguilleurs (The signalmen apprentice).
En 1981, il tourne en Suisse Guerre en pays neutre réalisé par Philippe Lefebvre, ainsi que dans le téléfilm La Chambre avec Ludmila Mikaël, réalisé par Yvan Butler. Dans les années 1990 il participe aux six premiers épisodes de la série Une femme d'honneur dans le rôle du capitaine Rocher, aux côtés de Corinne Touzet.
Parallèlement à ses activités cinématographiques et télévisuelles, Yves Beneyton revient régulièrement au théâtre.

### Vie privée
Depuis 1982, Yves Beneyton est marié à la comédienne Élisabeth Margoni.

## Filmographie

### Cinéma
- 1967 : Deux ou trois choses que je sais d'elle de Jean-Luc Godard
- 1967 : Week-end de Jean-Luc Godard
- 1967 : Les Jeunes Loups de Marcel Carné
- 1967 : L'Amour fou de Jacques Rivette
- 1967 : Homeo d'Étienne O'Leary
- 1968 : À tout casser de John Berry
- 1968 : Paulina s'en va d'André Téchiné
- 1969 : Mio Mao: Fatiche ed avventure di alcuni giovani occidentali per introdurre il vizio in Cina de Nicolò Ferrari
- 1970 : Mourir d'amour (D'amore si muore) de Carlo Carunchio
- 1971 : Guardami nuda d'Italo Alfaro
- 1972 : Moi et lui (Io e lui) de Luciano Salce
- 1972 : Au nom du père (Nel nome del padre) de Marco Bellocchio
- 1973 : Le Mariage à la mode de Michel Mardore
- 1973 : Par le sang des autres de Marc Simenon
- 1974 : Verginità (it) de Marcello Andrei
- 1975 : Just Call Me Lucifer de Pierre-Richard Bré (court métrage)
- 1975 : Le Grand Délire de Dennis Berry
- 1975 : Pont Brûlé de Guido Henderickx (nl)
- 1975 : L'Appât (Zerschossene Träume) de Peter Patzak
- 1976 : Visa de censure n°X de Pierre Clémenti (moyen métrage)
- 1977 : La Dentellière de Claude Goretta
- 1976 : La Fuite en avant de Christian Zerbib
- 1977 : Qui sera tué demain ? (Il mostro) de Luigi Zampa
- 1977 : On efface tout de Pascal Vidal
- 1977 : L'Ombre des châteaux de Daniel Duval
- 1976 : Sentinelle de vos espoirs de Jean-Marie Sabatié
- 1979 : Les Chariots de feu de Hugh Hudson
- 1981 : La Chute des anges rebelles (La caduta degli angeli ribelli) de Marco Tullio Giordana
- 1982 : Enigma de Jeannot Szwarc
- 1983 : Amok de Souheil Ben Barka
- 1983 : La Crime de Philippe Labro
- 1984 : L'amour propre ne le reste jamais très longtemps de Martin Veyron
- 1987 : Sanguines de Christian François
- 1988 : Voulez-vous mourir avec moi ? (Der Kuß des Tigers) de Petra Haffter
- 1994 : Dieu que les femmes sont amoureuses de Magali Clément
- 1990 : Eminent Domain de John Irvin
- 1998 : Déjà mort d'Olivier Dahan
- 1999 : Trader de James Dearden
- 2003 : Une affaire qui roule d'Éric Veniard
- 2012 : Ici-bas de Jean-Pierre Denis

### Télévision
- 1976 : Drei Wege zum See de Michael Haneke (téléfilm allemand)
- 1977 : Au plaisir de Dieu de Robert Mazoyer
- 1978 : Le Journal (1) de Philippe Lefèbvre
- 1978 : Le Journal (2) de Philippe Lefèbvre
- 1978 : Le Journal (3) de Philippe Lefèbvre
- 1978 : Le Journal (4) de Philippe Lefèbvre
- 1979 : L'Île aux trente cercueils, feuilleton télévisé de Marcel Cravenne
- 1979 : L'Embrumé de Josée Dayan
- 1980 : The Professionals (Blood Sports) de Hugh Méheux (Série anglaise)
- 1980 : The Borgias de Brian Farnham (Série anglaise de la BBC Two)
- 1980 : The Smugglers (Forced Run) de Jimmy Goddard (série anglaise)
- 1981 : La Chartreuse de Parme (La Certosa di Parma), téléfilm de Mauro Bolognini
- 1981 : Guerre en Pays Neutre de Philippe Lefèbvre (Coproduction franco-suisse)
- 1981 : La Chambre d'Yvan Butler (Téléfilm suisse primé au festival de Monte-Carlo en 1982)
- 1981 : Les Poneys sauvages de Robert Mazoyer
- 1982 : Par ordre du Roy (Le Paravent de la Princesse) de Michel Mitrani
- 1982 : Le Kimono rouge de Yuji Murakami (Coproduction franco-nippone, Emmy Award 1983)
- 1982 : Les Brigades vertes (Iode 131) de Gilles Grangier
- 1983 : Les Nouvelles Brigades du Tigre de Victor Vicas, épisode Les fantômes de Noël de Victor Vicas
- 1983 : You'll Never See Me Again (en) de Juan-Luis Buñuel (coproduction franco-anglaise)
- 1983 : Les Limiers (Double fond) ou (Disparition) d'Yves Ellena
- 1983 : Robin of Sherwood (Seven Poor Knights From Acre) de Ian Sharp (Série anglaise)
- 1983 : Le Miroir opaque d'Alain Boudet
- 1983 : Diana de Richard Stroud (série anglaise)
- 1984 : Les Amours des Années 1950 (Les Autres Jours) de Josée Dayan
- 1984 : Le tueur est parmi nous d'Alain Dhénaut
- 1986 : Le Retour de Sherlock Holmes (La Deuxième Tache) de John Bruce (série anglaise)
- 1986 : Les Louves (Letters to an Unknown Lover) de Peter Duffell (Coproduction franco-anglaise)
- 1986 : Opération Ypsylon (Les Trois Flacons) de Peter Kassovitz
- 1986 : La Force du destin de Maurice Frydland
- 1986 : Les Cinq Dernières Minutes (Mécompte d'Auteur) de Roger Pigaut
- 1987 : François Villon - le poète vagabond de Sergiu Nicolaescu (coproduction franco-roumaine)
- 1987 : La Croisade des enfants de Serge Moati (Sept d'Or 1988)
- 1988 : Euroflics (La Bourse ou la Vie) de Roger Pigaut
- 1989 : Haute Tension (La Mort en Dédicace) de Jim Kaufman
- 1989 : La Révolution française (Les Années terribles) de Richard T. Heffron
- 1990 : V comme vengeance (Suite en Noir) de Jean-Pierre Marchand
- 1990 : Un privé au Soleil de Philippe Niang
- 1992 : C'est mon histoire (Un enfant tant désiré) de Pierre Joassin
- 1992 : Counter-Strike (Force de Frappe/La Belle Dame Monique) de Dennis Berry
- 1992 : Young Indy (Germany 1916) de Simon Wincer (Série américaine)
- 1993 : La Scalata de Vittorio Sindoni (série italienne)
- 1994 : À vous de décider (Tabou) de Alain Robak
- 1996 : Une femme d'honneur (épisode 1 : Lola, Lola de Marion Sarraut)
- 1997 : Le Grand Bâtre de Laurent Carcélès
- 1996 : Sous le soleil (Taire ou ne pas Taire ?) de Éric Summer
- 1997 : Docteur Sylvestre (La Vie Entre Quatre Murs) de Christian François
- 1997 : Le Temps d'un Éclair de Marco Pauly
- 1997 : Nestor Burma (Les Affaires Reprennent) de Philippe Venault
- 1997 : Une femme d'honneur #2 (La Grotte) de Marion Sarraut
- 1997 : Une femme d'honneur #3 (Les Pirates de la Route) de Marion Sarraut
- 1997 : Une femme d'honneur #4 (Mémoire Perdue) de Michèle Hauteville
- 1997 : Une femme d'honneur #5 (Double Détente) de Marion Sarraut
- 1997 : Une femme d'honneur #6 (Brûlé Vif) de Bernard Uzan
- 1997 : Madame le Proviseur (Les Intouchables) de Philippe Triboit
- 1997 : Le Refuge (Chenil en Péril) de Christian François
- 1997 : Un flic presque parfait de Marc Angelo
- 1998 : La Petite Fille au costume marin de Marc Rivière
- 1998 : La Banquise de Pierre Larry
- 1998 : Passeur d'enfants (À la Nouvelle-Orléans) de Franck Apprederis
- 1999 : PJ (Bavure, saison 4) de Christian François
- 1999 : Vertiges (Le Piège) de Christian François
- 1999 : Marc Eliot (Gâche pas ta vie) de Patrick Jamain
- 1999 : Helicops (Johnnys letzte Show) de Gabriele Heberling (Série allemande)
- 2000 : Star Hunter (Frozen) de François Basset (Série américano-canadienne)
- 2000 : Star Hunter (Dark & Stormy Night) de François Basset (Série américano-canadienne)
- 2000 : Les Sarments de la révolte de Christian François
- 2001 : Les Semailles et les Moissons de Christian François
- 2002 : Juliette Lesage (Conduite Dangereuse) de Christian François
- 2002 : Femmes de loi (L'Œil de Caïn) de Emmanuel Gust
- 2003 : Pas vu, pas pris de Christian François
- 2003 : Commissaire Valence (épisode Machination de Vincenzo Marano)
- 2004 : Maigret (Maigret et l'Ombre chinoise) de Charles Nemes
- 2004 : Le Proc (épisode 1 de Didier Albert)
- 2005 : Le Proc (épisode 2 : Classe tous risques de Didier Albert)
- 2005 : Le Proc (épisode 3 : Accident mortel de Klaus Biedermann)
- 2005 : Le Proc (épisode 4 : Danger Public de Claudio Tonetti)
- 2006 : Le Proc (épisode 5 : Contrat sur le proc de Alexandre Pidoux)
- 2010 : Les Virtuoses (Une Pure Coïncidence) de Claude-Michel Rome

## Théâtre
- 1965 : Les Barbares de Maxime Gorki, mise en scène Jean Tassot, théâtre Récamier
- 1965 : Capitaine Fracasse de Théophile Gautier, mise en scène Ariane Mnouchkine, théâtre Récamier
- 1966 : À Memphis il y a un homme d'une force prodigieuse de Jean Audureau, mise en scène Antoine Bourseiller, Festival du Marais
- 1966 : L'Éveil du Printemps de Frank Wedekind, mise en scène Frédérique Ruchaux, théâtre de Poche-Montparnasse
- 1966 : Les Idoles de Marc'O, tournée en Belgique
- 1977 :  Les Aiguilleurs de Brian Phelan, mise en scène Georges Wilson, théâtre de Boulogne-Billancourt et tournée en France
- 1987 : Violence de William Mastrosimone mise en scène Robert Allan Akerman, théâtre Le Petit-Montparnasse
- 1987 : Rosmersholm d'Henrik Ibsen, mise en scène Jacques Lassalle, théâtre national de Strasbourg
- 1988 : La Vraie vie de Tom Stoppard, mise en scène Andréas Voutsinás, théâtre Montparnasse
- 1990 : Audience, Vernissage et Pétition de Václav Havel, Festival d'Avignon
- 1991 : Montserrat d'Emmanuel Roblès, mise en scène de Jean-François Prévand, théâtre de Boulogne-Billancourt et tournée
- 1991 : Pétition de Václav Havel, mise en scène de Stéphan Meldegg, Conseil constitutionnel
- 1992 : Cinzano de Ludmila Petrouchevskaïa, mise en scène de Stéphan Meldegg, théâtre 13
- 1992 : Voltaire-Rousseau de Jean-François Prévand, Comédie de Paris
- 1995 : Archibald de Julien Vartet, mise en scène Daniel Colas, théâtre Edouard VII
- 2004 : Les Oiseaux d'Aristophane, mise en scène Christian François, théâtre de Colombes
- 2009 : Vie privée de Philip Barry, mise en scène Pierre Laville, théâtre Antoine

## Doublage

### Cinéma
- William H. Macy dans :
  - Des hommes d'influence (1997) : Charles Young
  - Jerry and Tom (1996) : Karl
  - Magnolia (1999) : Donnie Smith
  - Bienvenue à Collinwood (2002) : Riley
  - Spartan (2004) : Stoddard
  - Cellular (2004) : Mooney
  - La Défense Lincoln (2011) : Frank Levin

- Brent Spiner dans :
  - Star Trek : Générations (1994) : Data
  - Star Trek : Premier Contact (1996) : Data
  - Star Trek : Insurrection (1998) : Data
  - Star Trek : Nemesis (2002) : Data

- Dan Hedaya dans :
  - Le Club des ex (1996) : Morton Cushman
  - Préjudice (1998) : John Riley
  - Swimfan (2002) : Simkins

- Michael Madsen dans :
  - La Mutante (1995) : Preston Lennox
  - Les Hommes de l'ombre (1996) : Eddie Hall
  - La Mutante 2 (1998) : Preston Lennox

- Michael York dans :
  - Accident (1967) : William
  - La Prophétie des ténèbres (1999) : Stone Alexander

- Willem Dafoe dans :
  - Tom & Viv (1994) : T.S. Eliot
  - Victory (1995) : Axel Heyst

- Joe Pantoliano dans :
  - Bound (1996) : Caesar
  - Daredevil (2003) : Ben Urich

- 1950[5] : Winchester '73 : Dutch Henry Brown / Matthew McAdam (Stephen McNally)
- 1984 : Il était une fois en Amérique : Patrick "Patsy" Goldberg (James Hayden) (1er doublage)
- 1990 : Sailor & Lula : Sailor Ripley (Nicolas Cage)
- 1992 : Jeux de guerre : Inspecteur Highland (David Threlfall)
- 1993 : Malice : Andy Safian (Bill Pullman)
- 1993 : Même les cow-girls ont du vague à l'âme : Rupert (Ed Begley Jr.)
- 1994 : Sirènes : Anthony Campion (Hugh Grant)
- 1994 : Drop Zone : Ty Moncrief (Gary Busey)
- 1995 : Judge Dredd : Rico (Armand Assante)
- 1995 : La Folie du roi George : William Pitt le Jeune (Julian Wadham)
- 1995 : Nixon : Ron Ziegler (David Paymer)
- 1995 : Meurtre en suspens : Franco (Miguel Najera)
- 1996 : Mes doubles, ma femme et moi : Ted (John de Lancie)
- 1996 : L'Armée des douze singes : l'inspecteur Franki (Joey Perrillo)
- 1996 : Deux jours à Los Angeles : Alvin Strayer (Jeff Daniels)
- 1996 : Liens d'acier : Frank Mantajano (Michael Nader)
- 1996 : La Jurée : Rodney (Matthew Cowles)
- 1996 : Lame de fond : McCrea (John Savage)
- 1997 : Volte-face : Karl (Danny Masterson)
- 1997 : Kull le conquérant : Enaros (Edward Tudor-Pole)
- 1998 : Les Imposteurs : Johnny Leguard (Richard Jenkins)
- 1998 : Final Cut : John (John Beckett)
- 1998 : Godzilla : Gene (Lorry Goldman)
- 1998 : Rush Hour : Warren Russ (Mark Rolston)
- 1998 : Paulie, le perroquet qui parlait trop : Dr. Reingold (Bruce Davison)
- 1998 : Un élève doué : Professeur de Sociologie (Mickey Cottrell)
- 1999 : Passé virtuel : Le patron de la banque (Bob Clendenin)
- 1999 : American Boys : le shérif Bigelow (Bradley Coleman)
- 1999 : Limbo : "Jumpin Joe" Gastineau (David Strathairn)
- 1999 : La Tête dans le carton à chapeaux : Larry Russell (Holmes Osborne)
- 2000 : Erin Brockovich, seule contre tous : Charles Embry (Tracey Walter)
- 2000 : Mafia parano : Larry (Aaron Lustig)
- 2000 : Treize jours : McGeorge Bundy (Frank Wood)
- 2000 : The Patriot : Révérend Oliver (René Auberjonois)
- 2000 : The Cell : Henry West (Dylan Baker)
- 2001 : Évolution : Barry Cartwright (Gregory Itzin)
- 2001 : L'Expérience : Klaus Thon (Edgar Selge)
- 2001 : Compte à rebours mortel : Jack (Stephen Lang)
- 2001 : Le 51e État : Lawrence (Christopher Hunter)
- 2001 : Vercingétorix : La Légende du druide roi : Jules César (Klaus Maria Brandauer)
- 2002 : Mauvais piège : Hank Ferris (Steve Rankin)
- 2002 : Mission Évasion (Hart's War) de Gregory Hoblit : Werner Visser (Marcel Iures)
- 2002 : Igby : Kevin (Arnie Burton)
- 2002 : Infidèle : l'inspecteur Dean (Željko Ivanek)
- 2003 : Terminator 3 : Le Soulèvement des machines : Robert Brewster (David Andrews)
- 2003 : Sans frontière : Dawit Ningpopo (John Matshikiza)
- 2003 : Traqué : Dale Hewitt (Mark Pellegrino)
- 2004 : Esprit libre : le président James Foster (Mark Harmon)
- 2004 : Highwaymen : La Poursuite infernale : Fargo (Colm Feore)
- 2004 : Hôtel Rwanda : David Flemming (David O'Hara)
- 2005 : Shérif, fais-moi peur : Jesse Duke (Willie Nelson)
- 2006 : Le Dernier Roi d'Écosse : Nigel Stone (Simon McBurney)
- 2010 : Salt : le président des États-Unis (Hunt Block)
- 2011 : Big Mamma : De père en fils : Chirkoff (Tony Curran)

### Séries télévisées
- Brent Stait dans :
  - Stargate SG-1 (1997-1998) : Ferretti
  - Andromeda (2000-2005) : Rev Bem

- 1996 : Kenan et Kel : le président Bill Clinton (John Roarke) (saison 1, épisode 9)
- 2002 : New York, unité spéciale : Mike Flecker (Conan McCarty) (saison 4, épisode 7)
- Boomtown : Don Snider (Mark Moses)
- Roswell : Kal Langley (Joe Pantoliano)
- Spin City : Stone Taylor (Robert Hays)
- Stargate SG-1 : LaPierre (Mark Oliver) et Dr Reimer (Robin Mossley)
- Un, dos, tres : Mariano Cuellar (Juan Echanove)

### Téléfilm
- Temple Grandin : Dr Carlock (David Strathairn)